# Сталкерство

Заброшенный дом

Ста́лкерство — вид городских исследований и индустриального туризма, незаконный туризм, заключающийся в посещении заброшенных промышленных объектов, школ, больниц, церквей и других покинутых мест с целью эстетического удовлетворения. Такие исследователи зовут себя сталкерами, а объекты исследования — «заброшками», «забросами», «зб».
Сталкерство может быть как индустриальным (заброшенные заводы и промзоны), так и неиндустриальным (оставленные жилые дома, пришедшие в упадок церкви, больницы, школы), а также крупным (покинутые районы и даже «города-призраки»: Адуляр, Моховое, Припять, Чернобыль, Колендо, Кадыкчан и др.).
Сталкерские походы часто сопряжены с опасностями (угрозу могут представлять, например, обрушение конструкций, радиация, асбест, использовавшийся для многих инженерных конструкций, и вообще химические загрязнения). Зачастую объекты являются охраняемыми, что тоже препятствует свободному посещению.

## Цели
В большинстве случаев целью такого туризма является получение созерцательного удовольствия. Многие такие исследователи увлекаются фотографией, передающей эстетику таких мест.
Большинство сталкеров стараются не афишировать местоположение обнаруженных объектов (на сленге — «палить» объект), полагая, что таким образом можно привлечь к себе внимание со стороны правоохранительных органов, вызвать слишком большой наплыв мародёров или бездомных, которые, как правило, оставляют после себя беспорядок, из-за чего объекты приходят в упадок: изрисованные стены, выбитые окна, проломанные или снятые с петель двери, мусор, полностью вынесенные металлические предметы, вплоть до дверных ручек. Это снижает интерес к локациям у других сталкеров.

## История
Русское слово «сталкер» происходит от английского «to stalk», означающего «подкрадываться», «осторожно преследовать», «передвигаться скрытно». Впервые оно появилось в повести братьев Стругацких  «Пикник на обочине» (1972). В ней сталкерами назывались нелегальные исследователи Зоны, изолированной властями, с риском для жизни выносящие из неё артефакты, обладающие необычными свойствами и стоящие больших денег. Позже этот термин стал названием снятого по мотивам повести фильма Андрея Тарковского «Сталкер» (1979), благодаря чему был популяризирован.
В дальнейшем появились понятия «сталкерства», «сталкер-туризм» — разновидность промышленного туризма. В данном контексте термин «сталкер» стал означать человека, который выступает в роли проводника группы по земле, полной опасностью. Местами интереса современных сталкеров являются заброшенные индустриальные, военные и недостроенные объекты. Росту интереса к сталкер-туризму способствовала серия компьютерных игр «S.T.A.L.K.E.R.», перенявших атмосферу повести «Пикник на обочине», но сменившие область действия на Чернобыльскую АЭС после второго взрыва на ней. Сталкерство представляет собой ролевую игру живого действия, в которой выбирается территория и оснащение, а дальше участники игры, выбравшие себе роль, отыгрывают её через действия.

## Правовые вопросы
Действия сталкеров официально рассматриваются как «незаконное проникновение на охраняемую территорию и хищение имущества с целью их продажи или без таковой», что уже само по себе является тяжким преступлением. Практически же, далеко не все сталкеры занимаются непосредственно мародёрством: они могут заниматься самостоятельными исследованиями, охотой или диггерством.

## В искусстве
- Сталкер (фильм)
- S.T.A.L.K.E.R. (серия игр)